# Juan Ignacio Basaguren
Juan Ignacio Basaguren García (né le 21 juin 1944 à Mexico au Mexique) est un joueur de football international mexicain, qui évoluait au poste d'attaquant.

## Biographie

### Carrière en sélection
Avec l'équipe du Mexique, il a joué 28 matchs (pour aucun but inscrit) entre 1968 et 1970. Il figure dans le groupe des sélectionnés lors de la coupe du monde de 1970.
Il participe également aux JO de 1968.